# Le Serpent (filme de 2006)
A Serpente (prt: A Serpente; bra: A Marca da Serpente) é um filme francês de 2006 escrito e dirigido por Éric Barbier,  e baseado no romance Plender de 1971, de Ted Lewis. Estrelam Yvan Attal, Clovis Cornillac, Minna Haapkylä, Pierre Richard e Olga Kurylenko.

## Sinopse
Vincent Mandel, um fotógrafo de moda e pai em processo de divórcio, se vê em situações comprometedoras que deve a um antigo colega de classe, Joseph Plender. Movido por um desejo de vingança, este último orquestra a vida do fotógrafo de maneira maquiavélica. Ele usará todos os meios para manipulá-lo: assassinato, chantagem, trote, etc. Vincent vê sua vida se tornar um inferno, mas ainda tem um pouco de esperança: derrotar Plender jogando seu jogo após detectar seu calcanhar de Aquiles...

## Elenco
Segue abaixo a tabela do elenco:
| Ator                 | Personagem                            | Detalhes                         |
| -------------------- | ------------------------------------- | -------------------------------- |
| Yvan Attal           | Vincent Mandel                        |                                  |
| Clovis Cornillac     | Joseph Plender                        |                                  |
| Pierre Richard       | Mestre Gilles Cendras                 |                                  |
| Simon Abkarian       | Samuel Coscas (Sam)                   |                                  |
| Minna Haapkylä       | Hélène Mandel                         |                                  |
| Olga Kurylenko       | Sofia                                 | A modelo                         |
| Gérald Laroche       | Becker                                |                                  |
| Jean-Claude Bouillon | Max                                   |                                  |
| Veronika Varga       | Catherine                             |                                  |
| Pierre Marzin        | Carbona                               |                                  |
| Bernard Bolzinger    | Jean-Paul                             |                                  |
| Alain Cerrer         | Médico-Bombeiro                       |                                  |
| Catherine Davenier   | Juíza                                 |                                  |
| Ursula Deuker        | Margritt                              |                                  |
| Ingrid Donnadieu     | Recepcionista da Danalogic            |                                  |
| Julien Dubois        | Mathieu                               |                                  |
| Georges Fracass      | Policial amigo de Max                 |                                  |
| Janina Gaczol        | Madame Kolodzé                        |                                  |
| Carole Gaessler      | Carole Gaessler                       | Jornalista de televisão francesa |
| Daniel Isoppo        | Georges                               |                                  |
| Patrick Jacquet      | Policial                              |                                  |
| Alain Jarrige        | Franck                                |                                  |
| Véronique Kapoyan    | Valérie                               |                                  |
| Katia Lewkowicz      | Mestre Leroy                          |                                  |
| Olivier Loustau      | Policial no cemitério                 |                                  |
| Michaël Moyon        | Sertis                                |                                  |
| Éric Naggar          | Juíz de instrução                     |                                  |
| Jordy Serras         | Responsável do marketing              |                                  |
| Manon Tournier       | Juliette                              | Filha de Joseph Plender          |
| Jürgen Zwingel       | Paul                                  |                                  |
| Jean Topart          | Voz do narrador do documentário de TV |                                  |

## Adaptação
Le Serpent é baseado no romance policial Plender, do escritor britânico Ted Lewis; o livro leva o nome do protagonista principal da história. O diretor descobriu a obra de Ted Lewis através da adaptação de outro de seus livros, Get Carter, adaptado para o cinema por Mike Hodges. O filme foi lançado em outubro de 2006 no Festival Internacional de Cinema de Kiev "Molodist", e em 8 de dezembro de 2006 no Festival Internacional de Cinema de Marraquexe. Seria lançado na França e na Bélgica em 10 e 17 de janeiro de 2007, respectivamente.